# Ischnochiton pilsbryi
Ischnochiton pilsbryi är en blötdjursart som beskrevs av Bednall 1897. Ischnochiton pilsbryi ingår i släktet Ischnochiton och familjen Ischnochitonidae. Inga underarter finns listade i Catalogue of Life.